# Rula Lenska
Rula Lenska (właściwie Róża Maria Leopoldyna Łubieńska, ur. 30 września 1947 w St Neots) – brytyjska aktorka filmowa i teatralna polskiego pochodzenia.

## Życiorys
Jej ojciec hrabia Ludwik Maria Łubieński, major Wojska Polskiego, w czasie II wojny światowej był adiutantem generałów Sikorskiego i Andersa oraz szefem polskiej misji wojskowej na Gibraltarze. Potem pracował dla Radia Wolna Europa. Jej matką była Elżbieta z hrabiów Tyszkiewiczów. W 1946 rodzina zamieszkała w Londynie. Ma dwie siostry, Gabrielę i Annę.
Była dwukrotnie zamężna, od 1977 do 1987 r. z aktorem Brianem Deaconem, z którym ma córkę Larę Parker, i od 1987 do 1998 r. z Dennisem Watermanem, również aktorem.
W ostatnim okresie prowadzi programy podróżnicze dla BBC. Nagrywa także audiobooki.
W 2006 r. brała udział w brytyjskiej edycji programu Big Brother.
W 2009 r. zwróciła się do polskiego rządu o rekompensatę za utracone przedwojenne mienie.

## Wybrana filmografia
- Fałszywy król (1975)
- Wyznania artysty (1975)
- Cosmos 1999 (1975)
- Powrót Świętego (1979)
- Robin z Sherwood (1985)